# 守山藩
守山藩（もりやまはん）は、陸奥国南部（磐城国）田村郡（現在の福島県郡山市）に存在した藩。水戸藩の御連枝で支藩である。藩庁は守山陣屋である。また、常陸国にも所領を有し、松川陣屋を置いた。

## 概要
水戸藩祖の徳川頼房の四男、徳川光圀の異母弟である松平頼元が、寛文元年（1661年）9月に常陸国額田に2万石を内分分知され、額田藩を立藩したのが起源となる。守山藩の正式な始まりは、第2代藩主松平頼貞の代である元禄13年（1700年）9月25日、第5代将軍徳川綱吉の命により新知行地として守山2万石を与えられたときである。歴代藩主は江戸小石川の藩邸に定住し、参勤交代を行うことはなかった。藩政においても水戸藩の監督を受ける立場にあった。
守山藩主家の松平家（守山松平家）は藩祖の頼元以来、明治維新後に知藩事の頼升が養嗣子の頼之に家督を譲って隠居するまで、7代200年余りにわたって代々男系で父から子へ安定的に家督が相続された。また頼貞の息子は、守山藩主を継いだ頼寛の他に、頼恭が高松藩（高松松平家）を、頼済が常陸府中藩（石岡松平家）をそれぞれ継いでおり、これらの水戸藩連枝も以後は幕末近くまで頼貞の血筋で続いた。
幕末期の元治元年（1864年）、武田耕雲斎ら天狗党の乱のとき、守山藩でも乱に関わった者が多数いたため、藩士の多くが処罰されている。戊辰戦争のときには 奥羽越列藩同盟に参加したものの、新政府軍の北上の前に戦う事無くして降伏。明治2年（1869年）の版籍奉還で最後の藩主松平頼升は守山藩知事となる。明治3年（1870年）、松平頼之が藩庁を常陸松川に移したため、守山藩は松川藩と改められる。翌明治4年（1871年）の廃藩置県で松川藩は廃藩となり、その所領は松川県となる。その後、磐城国内の旧藩領は白河県・磐前県を経て福島県に編入され、常陸国内の旧藩領は新治県を経て茨城県に編入された。

## 歴代藩主
守山松平家
親藩 2万石
- 頼元

1. 頼貞
2. 頼寛
3. 頼亮
4. 頼慎
5. 頼誠
6. 頼升
7. 頼之

## 幕末の領地
松川藩を参照。